# Ganodes wahli
Ganodes wahli (лат.) — вид наездников-ихневомнид рода Ganodes из подсемейства Poemeniinae (Ichneumonidae). Неотропика: Бразилия, Венесуэла, Перу.

## Описание
Наездники-ихневмониды средних размеров (1 см). От близких видов отличается следующими признаками: тергит I гладкий и полированный; проподеум дорсально красный с двумя продольными чёрными полосами, плевральный киль окружён белым и оранжевым цветом; тергит II мелко и плотно пунктирован, задние края тергитов II—IV белые, слегка расширенные латерально; мезоскутум по центру с несколькими нерегулярными полосами; метаплеврон желтоватый или красноватый; задние тазики жёлтые или оранжевые; задние бёдра без продольных чёрных полос. Коготки передних и средних лапок самки с мелкими зубцами. Имеют стройное удлиненное тело с длинным яйцекладом. Биология неизвестна.